# Passaic County
Passaic County je okres ve státě New Jersey v USA. V roce 2010 zde žilo 501 226 obyvatel. Sídelním městem je Paterson.

## Historie
Okres vznikl 7. února 1837 z částí území Bergen County a Essex County.

## Sousední okresy
| Růžice kompasu |               | Orange County  | Rockland County | Růžice kompasu |
| Růžice kompasu | Sussex County | Sever          | Bergen County   | Růžice kompasu |
| Růžice kompasu | Sussex County | Passaic County | Bergen County   | Růžice kompasu |
| Růžice kompasu | Sussex County | Jih            | Bergen County   | Růžice kompasu |
| Růžice kompasu | Morris County | Essex County   |                 | Růžice kompasu |